# Wihr-au-Val
Wihr-au-Val è un comune francese di 1 273 abitanti situato nel dipartimento dell'Alto Reno nella regione del Grand Est.
Nel suo territorio scorre il fiume Fecht.

## Società

### Evoluzione demografica
Abitanti censiti